# Aire frío
Aire frío (Cool Air en inglés) es un relato breve del escritor estadounidense H. P. Lovecraft. Fue escrito en marzo de 1926 y publicado en marzo de 1928 en la revista Tales of Magic and Mystery. El título del cuento, narrado en primera persona como muchas de las obras del autor, guarda relación con la extraña aversión que siente un hombre hacia el aire frío, al que incluso reacciona como reaccionan, por ejemplo, la mayoría de las personas al mal olor, según señala el mismo narrador-protagonista al principio del relato.

## Argumento
Ambientado en la ciudad de Nueva York en 1923, Aire frío cuenta la historia de un hombre que arrienda una modesta habitación en una antigua mansión venida a menos, habitada mayormente por personas de origen hispano. Allí conoce a un misterioso médico llamado Doctor Muñoz, un hombre solitario que vive aislado del mundo exterior, pero que destaca por su cultura y distinción, además de su misantropía. Un día, el protagonista del relato siente los síntomas de un ataque al corazón, por lo que decide acudir donde el doctor en busca de ayuda y se da cuenta de que es un gran médico, pero que necesita de una temperatura constantemente fría para poder vivir, condición que mantiene en su habitación a través de un sistema de absorción de amoniaco frío y de una bomba de gasolina. Después de ser atendido por el anciano, quien le produce una sensación ambigua, entre rechazo y admiración, y ya sanado de la afección cardíaca, el hombre se transforma en su confidente y en una especie de ayudante que lo asiste en todas sus necesidades, especialmente en relación con las cosas que necesita del mundo exterior para la realización de sus extraños experimentos, mientras el aire frío se apodera cada vez más de la habitación del médico. Con el paso el tiempo, la salud del anciano comienza a experimentar un marcado deterioro físico, aunque conserva una gran fortaleza mental que parece preservarlo del derrumbamiento total, y comienza a elaborar una serie de crípticos escritos que el protagonista decide eliminar. Al cabo de unos días, en los que la enfermedad del doctor empeora y su aspecto físico se vuelve cada vez más siniestro, falla la máquina que produce el aire frío, por lo que el protagonista se ve obligado a abandonar al anciano con el fin de obtener una pieza que se necesita para repararla y salvarle la vida. Al otro día, cuando vuelve a la habitación, que se halla ahora completamente cerrada por dentro, logra forzar la puerta con la ayuda de la casera y otras personas, y descubre los restos ya descompuestos del anciano, lo que causa extrañeza en todos los presentes. Finalmente al leer una carta dejada por este, todo cobra sentido, pues ahí descubren con horror que el misterioso médico llevaba 18 años muerto y que se mantenía vivo sólo gracias al aire frío que conservaba en buenas condiciones sus tejidos.

## Interpretación y análisis
- Como en la mayoría de los cuentos de Lovecraft, el final del relato se caracteriza por ser sorprendente e inesperado para el lector.
- Aparece la figura del no muerto.
- Su principal fuente de inspiración es el cuento El extraño caso del señor Valdemar de Edgar Allan Poe.

## Adaptaciones
- Aire frío ha sido adaptado a la televisión por lo menos en tres ocasiones: en 1971, como un episodio de La galería nocturna, dirigido por Jeannot Szwarc; como un telefilme realizado por Rod Serling (donde el narrador ha sido cambiado por la hija de un colega del MIT del Dr. Muñoz con el propósito de explotar el aspecto romántico de la historia) y como El frío, dirigida por Shusuke Kaneko a partir de un guion escrito por Brent V. Friedman, una versión de 50 minutos filmada en blanco y negro que forma parte de una antología de tres historias de Lovecraft titulada Necronomicon: El libro de los muertos y que fue exhibida en noviembre de 1993 en el Festival de Cine de Londres.

- Aire frío (Cool Air), dirigida por Bryan Moore, fue realizada en 1999 como parte de la "H.P. Lovecraft Collection". En este film, el narrador de la historia, cuyo nombre se mantiene anónimo en el relato original, recibe el nombre de Randolph Carter.

- El film de horror de 2007 Chill, dirigido por Serge Rodnunsky, también se inspira libremente en este cuento de Lovecraft.
- El primer capítulo del cómic "Providence" escrito por Alan Moore y dibujado por Jacen Burrows hace una clara referencia a Aire Frío, pues en él vemos a un personaje llamado Doctor Álvarez, cuyo departamento está inusualmente frío gracias a un sistema de enfriamiento de fabricación propia.